# 売布神社 (宝塚市)

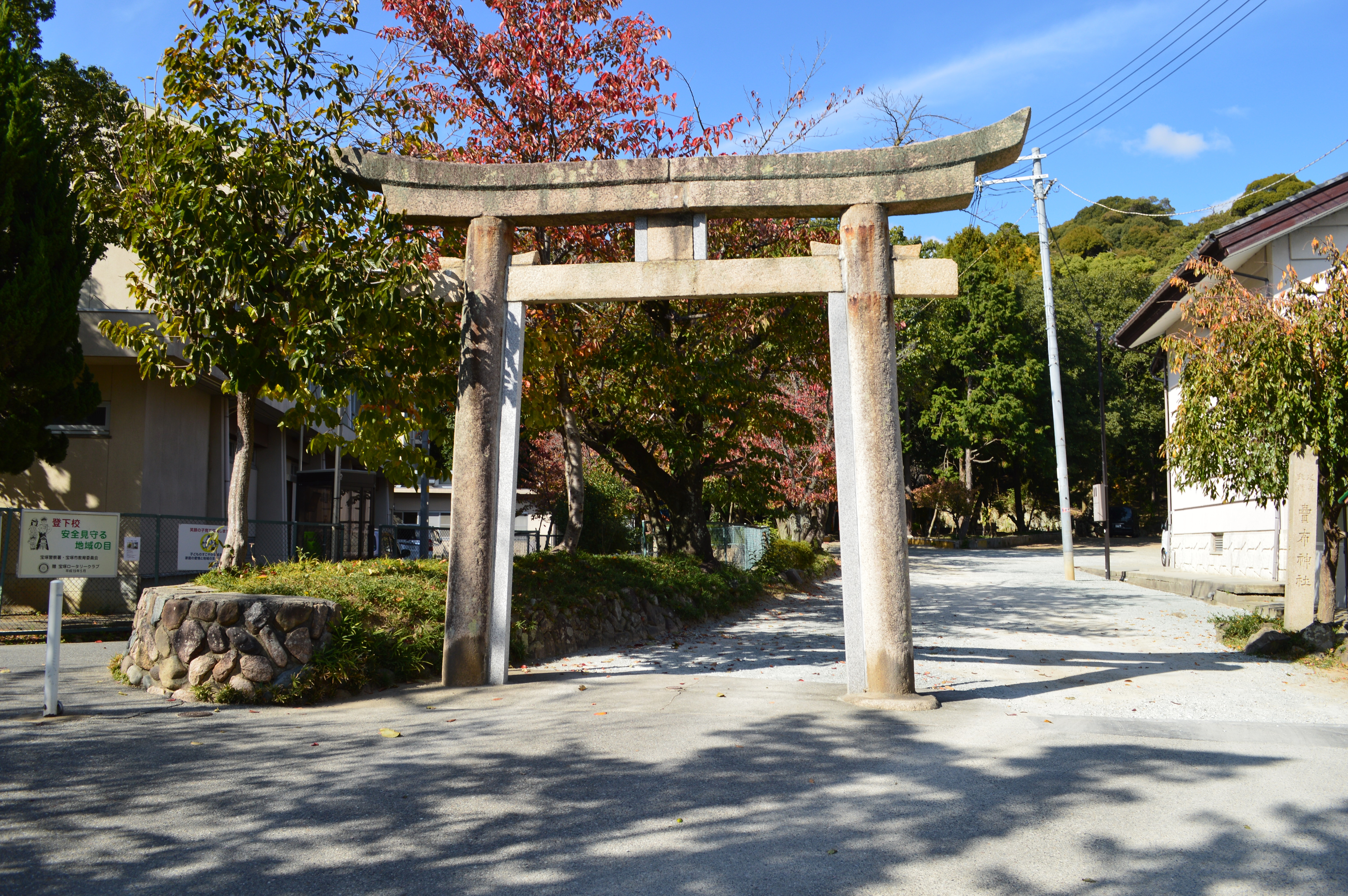
鳥居

売布神社（めふじんじゃ、賣布神社）は、兵庫県宝塚市売布山手町にある神社。式内社で、旧社格は郷社。

## 祭神
- 主祭神 - 下照姫神（高比売神）
- 配祀神 - 天稚彦神

一帯は物部氏一族の若湯坐連（わかゆえのむらじ）が拠点としていた地であり、本来の祭神は若湯坐連の祖である意富売布連（おおめふのむらじ）と見られる。

## 歴史
推古天皇18年（610年）の創建と伝える。下照姫神は当地の里人が飢えと寒さで困窮しているのを愁い、稲を植え麻を紡ぎ布を織ることを教え、その後豊かになった里人が下照姫神を祀ったという伝承が残る。米谷村の由来もこの伝承にちなみ、米種（まいたね）か売布谷（めふたに）が転訛したといわれている。
平安時代の延喜式神名帳では小社に列格している。
中世以降、貴布禰神社や貴布禰明神（貴船大明神）と称していたが、元文元年（1736年）、寺社奉行大岡忠相より地誌編纂を命じられた並河誠所の調査によって当社が式内社の売布神社に比定され、以降は売布神社と称するようになった。
1873年（明治6年）に郷社に列格した。

## 境内
- 本殿 - 文化13年（1816年）再建。桧皮葺の流造。阪神・淡路大震災で被災するが修復された。
- 拝殿
- 市杵島社 - 祭神：市杵島比売命
- 稲荷社
- 豊玉神社 - 祭神：豊玉姫
- 神武天皇陵遥拝所
- 社務所
- 地車庫

## 文化財

### 宝塚市指定有形文化財

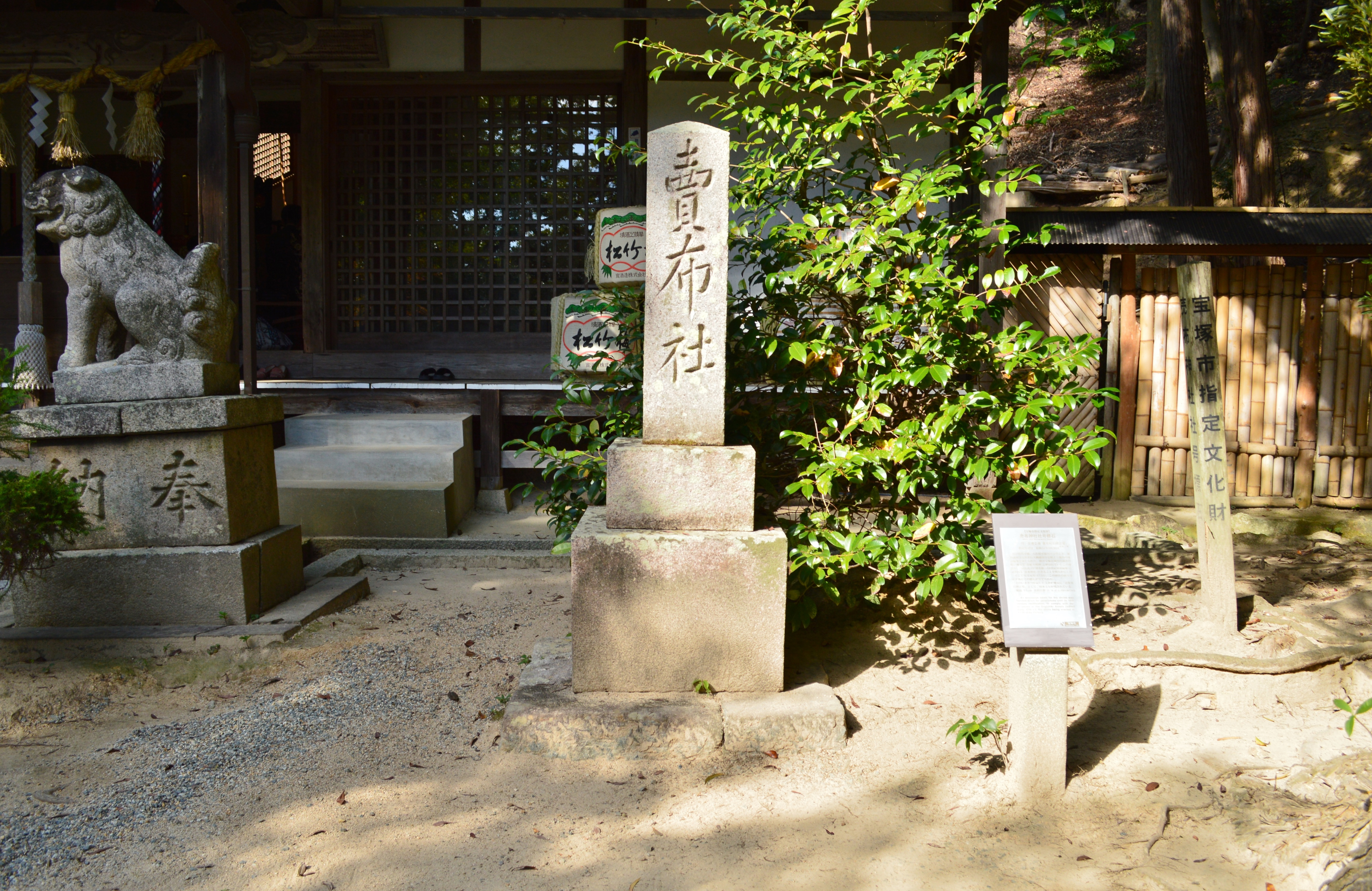
社号標石

- 売布神社社号標石（附：文書2冊）（考古資料） - 元文元年（1736年）建立。附指定は「賣布社石碑之覚」の原本と写。1976年（昭和51年）3月30日指定[2]。

### 宝塚市指定天然記念物
- 売布神社社叢 - 1976年（昭和51年）3月30日指定[2]。

## 例祭
10月18日・19日に行われるだんじり祭は八坂神社（宝塚市清荒神）と共催で、米谷東（売布、米谷）、米谷西（清荒神）の2基の地車が宮入りする。

## 所在地・交通
- 兵庫県宝塚市売布山手町1-1
- 売布神社駅（阪急宝塚本線）から徒歩5分